# Bonginkosi Dlamini
Pour les articles homonymes, voir Dlamini.
Bonginkosi Dlamini, aussi appelé Zola 7, né le 24 avril 1977, est un acteur et musicien sud-africain. Il présente également Zola, une émission de télé sur SABC 1.

## Biographie
Dlamini est né dans un ghetto de Johannesbourg en Afrique du Sud, plus précisément un des plus rudes et notoires : Zola (d'où son pseudonyme), . Son frère, sa sœur et lui ont été abandonnés par leur père dans leur jeunesse, et il fit de la prison étant jeune pour vol de voiture.
Son cousin, Dumisani Dlamini lui permet de devenir célèbre en jouant le rôle de Papa Action, un gangster, dans Yizo Yizo,, une série télévisée, ce qui lui permit de sortir un album de Kwaito (une forme de house) et de recevoir quatre South African Music Awards, dont celui d'artiste de l'année, et trois Metro FM Awards. Bonginkosi Dlamini devient une superstar en Afrique du Sud, Lance Stehr de Ghetto Ruff Records le compare même à Nelson Mandela pour sa célébrité.
En 2005, il joue dans le film Mon nom est Tsotsi et en compose une partie de la bande originale.

## Discographie
- Umdlwembe (2000)
- Khokhovula (2002)
- Bhambatha (2004)
- Ibutho (2005)
- Tsotsi (bande son du film éponyme)
- Impepho (2009)
- Unyezi (2011)
- Intathakusa (2014)

## Filmographie

### Télévision
- Yizo Yizo (saison 2)
- Zola 7[6]
- Rolling with Zola
- Zabalaza (saison 3)
- aYeYe (saison 1)
- Isibaya (saisons 3 and 4)
- iNkaba (saison 1)
- Utatakho (saison 1)[7],[8]
- Zaziwa (saison 1)
- Hope with Zola[9],[10]

### Cinéma
- Drum (2004)
- Tsotsi (2005)

## Récompense
Bonginkosi "Zola 7" Dlamini reçoit en 2022 aux Mzansi Kwaito House Music Awards (MKHMA) un «Lifetime Achievement Award pour sa contribution à l'industrie de la musique »,.